# 2023-as NBA-döntő
A 2023-as NBA-döntő (hivatalos nevén: 2023 NBA Finals presented by YouTube TV) a National Basketball Association 2022–2023-as szezonjának bajnokát eldöntő sorozata. A címvédő a Golden State Warriors volt, akiket már a második fordulóban kiejtett a Los Angeles Lakers. A döntő 2023. június 1-én kezdődött és június 12-én ért véget. A győztes a Denver Nuggets lett, első bajnoki címüket elnyerve, a döntő legértékesebb játékosa pedig Nikola Jokić.
A döntőben a nyugat bajnoka, a Denver Nuggets, illetve a kelet bajnoka, a Miami Heat mérkőzött meg egymással. Ez volt az első döntő 2012 óta, amiben szerepelt egy csapat az északnyugati csoporttól és a második az NBA történetében, amibe bejutott egy nyolcadik helyezett csapat. Ez a Nuggets történetének első döntője volt, míg a Heatnek a második négy év alatt. A floridai csapat akkor, 2020-ban, 4–2-re kikapott a Los Angeles Lakerstől.

## Csapatok

### Miami Heat
Azt követően, hogy az előző szezonban kiesetek a főcsoportdöntőben, a Heat alig jutott be a rájátszásba. Az alapszakaszt a legkevesebb pontot szerző csapatként zárták és az egyetlen franchise voltak, ami úgy jutott a rájátszásba, hogy a szezon során kevesebb pontot szereztek, mint amennyit ellenfeleik. Ugyan hetedikek lettek az alapszakaszban, két play-in-mérkőzést is kellett játszaniuk, miután kikaptak a nyolcadik Atlanta Hawks csapatától, majd megverték a Chicago Bullst, így megszerezve a nyolcadik helyezést. A Heat az első csapat lett 2001 óta (Indiana Pacers), akik egy év alatt az első helyről a nyolcadikig estek vissza az alapszakaszban.

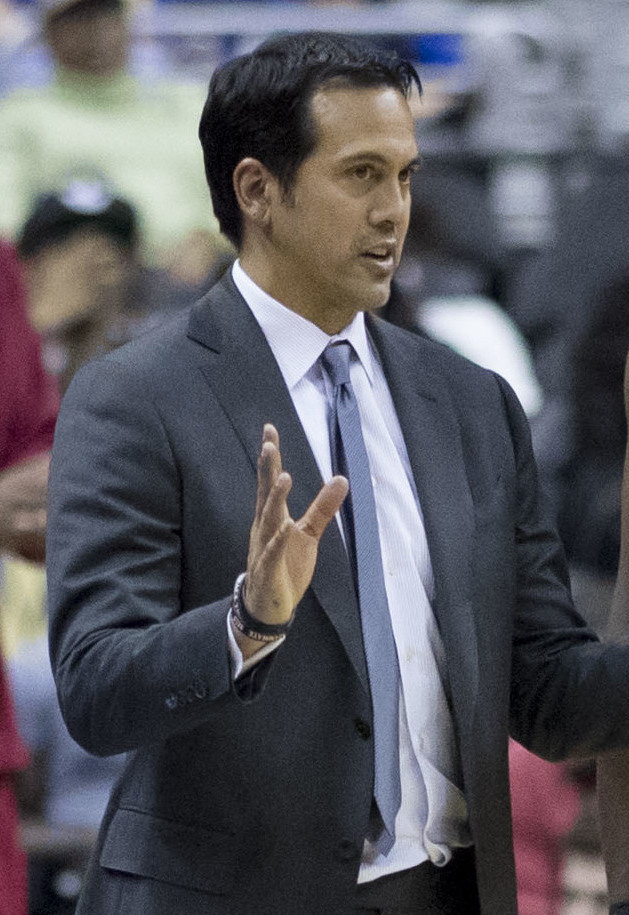
Erik Spoelstra pályafutása során hatodjára vezette a nyolcadik helyezett Heat csapatát a döntőbe

Az első fordulóban a Heat a Milwaukee Bucks ellen játszott, akiket a bajnoki esélyesnek tekintettek, hiszen az alapszakasz legjobb csapata voltak. A Heat megnyerte az első mérkőzést idegenben, miután Jánisz Antetokúnmpo hátsérülést szenvedett az első félidőben, így nem játszhatott a következő két mérkőzésen. A Heat is elvesztett több fontos játékost, az első mérkőzésen Tyler Herro kézfejében eltört egy csont, míg a harmadik találkozón Victor Oladipo izomszakadást szenvedett. Mindezek ellenére a Heat így is 2–1-es előnyre tett szert a sorozatban. A negyedik mérkőzésen hat perccel a találkozó vége előtt a Heat 12 pontos hátrányban volt, de le tudták dolgozni a hátrányt Jimmy Butler karriercsúcs 56 pontjának köszönhetően, így a Bucks csak egy vereségre volt a kieséstől. A Heat az ötödik mérkőzésen ezúttal egy 16 pontos hátrányt dolgozott le a negyedik negyeden és a hatodik nyolcadik helyezett csapat lett, ami kiejtette a főcsoport első helyezettjét az NBA történetében. Butler, aki csak 22,9 pontot átlagolt az alapszakaszban, 37,6 pontot szerzett mérkőzésenként az első fordulóban.
A főcsoport-elődöntőben legyőzték a New York Knicks csapatát 4–2-re, hogy az elmúlt négy évben harmadjára is a főcsoportdöntőbe jussanak, ahol a liga második legjobbja, a Boston Celtics várta őket. A Heat 3–0-ás előnyre tett szert a sorozatban, mielőtt a Celtics meg tudta nyerni a következő három mérkőzést, így kiegyenlítve a párosítást. A hetedik mérkőzésen a Heat könnyen, 103–84-re nyert, történetükben hetedjére a döntőbe jutva. Butlert megválasztották a főcsoportdöntő legértékesebb játékosának, míg Caleb Martin, aki 9,6 pontot átlagolt az alapszakaszban, a főcsoportdöntőt mérkőzésenként 19,3 ponttal zárta. A Heat ezzel 1999 óta az első nyolcadik helyezett csapat lett, akik elérték az NBA döntőjét és az első, ami ezt egy 82-mérkőzéses szezonban érte el. Érdekesség, hogy Butler és Bam Adebayo kivételével a Heat legjobb játékosai a rájátszásban mind olyanok voltak, akiket nem választottak ki az NBA-drafton, mint Martin, Gabe Vincent, Duncan Robinson, Max Strus és Haywood Highsmith, illetve olyan veteránok, mint Kyle Lowry, Cody Zeller és Kevin Love.

### Denver Nuggets

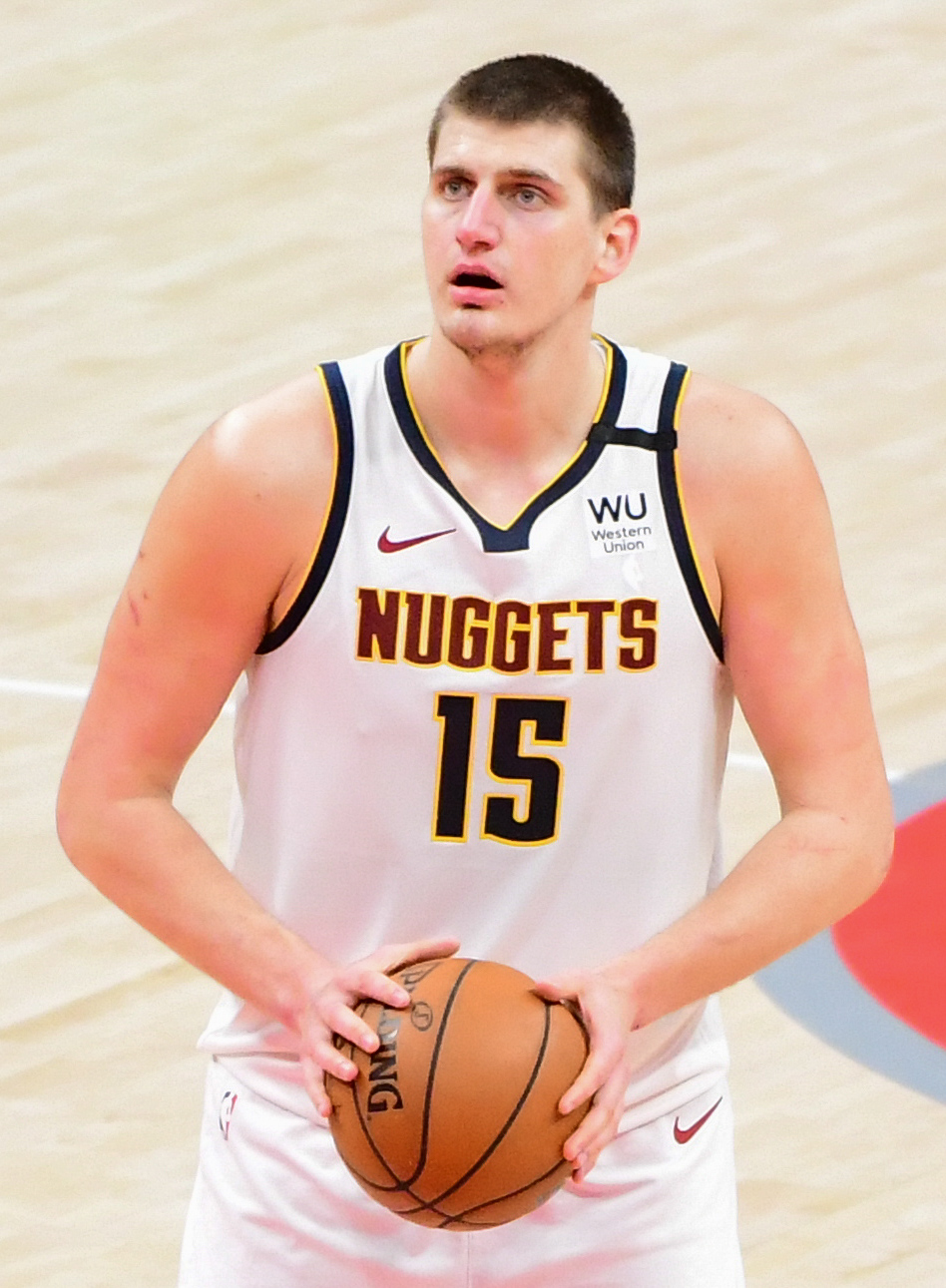
A Nuggets a kétszeres MVP, Nikola Jokić vezetésével jutott a döntőbe

A Denver Nuggets sikeres volt a döntőt megelőző években, főleg az alapszakaszban. 2020-ban eljutottak a főcsoportdöntőig, először 2009 óta, de kikaptak a Los Angeles Lakers csapatától, akik később megnyerték a bajnoki címet. Ezt követően Denver nem tudta ismét elérni a főcsoportdöntőt, főleg fontos játékosai sérülései miatt. Jamal Murray, aki kulcsfontosságú szerepet játszott a csapat 2019-es és 2020-as rájátszás-sorozataiban, térdizom-szakadást szenvedett egy hónappal a 2021-es rájátszás kezdete előtt, így a Nuggets csak a második fordulóig jutott el, ahol a Phoenix Suns könnyen kiejtette őket. A 2021–2022-es szezon is nehézségeket hozott, Murray még mindig nem játszott és Michael Porter Jr.-t is elvesztették a szezon végéig, hátsérülés miatt. Ennek ellenére Denver így is bejutott a rájátszásba, 48 megnyert mérkőzéssel, a kétszeres MVP Nikola Jokić és Aaron Gordon vezetésével, de kikaptak az első fordulóban a Golden State Warriors csapatától, akik később bajnokok lettek.
A Nuggets a 2022–2023-as szezont végre Murray-vel és Porter Jr.-rel kezdte meg. Az évad kezdete előtt megszerezték Kentavious Caldwell-Pope és Ish Smith játékjogát a Washington Wizards csapatától, Monté Morris és Will Bartonért cserébe. Ezek mellett leszerződtették Bruce Brownt a nyáron és a 2022-es drafton Christian Braunt választották, illetve megszerezték Peyton Watsont, JaMychal Greenért cserébe. Az egészséges keret az NBA egyik legjobb csapata lett, 53–29-es mutatóval zárták a szezont, a főcsoport első helyezettjeként történetükben először.
Az első fordulóban a Nuggets öt mérkőzés alatt ejtette ki a nyolcadik helyezett Minnesota Timberwolvest. A második fordulóban a negyedik Phoenix Suns ellen játszottak, akik két évvel korábba kiejtették őket. Ezúttal Denver diadalmaskodott, az utolsó két mérkőzést megnyerték otthon és idegenben, így 4–2 lett a sorozat végeredménye. A Nuggets így négy év alatt másodjára a főcsoportdöntőbe jutott, ahol az a Los Angeles Lakers várta őket, akiket soha nem vertek még meg a rájátszásban. Ezúttal csak négy mérkőzés kellett Denvernek a győzelemhez, a Lakers egy találkozót se tudott megnyerni, így a Nuggets története során először döntős volt. Jokić nyerte meg a főcsoportdöntő MVP-díját és megdöntötte Wilt Chamberlain rekordját a legtöbb tripla-dupláért egy szezonban a rájátszásban. A Nuggets az utolsó lett a négy csapatból, ami a American Basketball Associationből csatlakozott az NBA-hez, aki bejutott a döntőbe.

## Út a döntőig
| Keleti főcsoport |                         |    |    |      |      |
| Hely.            | Csapat                  | Gy | V  | %    | GB   |
| 1.               | z – Milwaukee Bucks     | 58 | 24 | .707 | –    |
| 2.               | x – Boston Celtics      | 57 | 25 | .695 | 1.0  |
| 3.               | x – Philadelphia 76ers  | 54 | 28 | .659 | 4.0  |
| 4.               | x – Cleveland Cavaliers | 51 | 31 | .622 | 7.0  |
| 5.               | x – New York Knicks     | 47 | 35 | .573 | 11.0 |
| 6.               | x – Brooklyn Nets       | 45 | 37 | .549 | 13.0 |
|                  |                         |    |    |      |      |
| 7.               | x – Atlanta Hawks       | 41 | 41 | .500 | 17.0 |
| 8.               | y – Miami Heat          | 44 | 38 | .537 | 14.0 |
| 9.               | Toronto Raptors         | 41 | 41 | .500 | 17.0 |
| 10.              | Chicago Bulls           | 40 | 42 | .488 | 18.0 |
|                  |                         |    |    |      |      |
| 11.              | Indiana Pacers          | 35 | 47 | .427 | 23.0 |
| 12.              | Washington Wizards      | 35 | 47 | .427 | 23.0 |
| 13.              | Orlando Magic           | 34 | 48 | .415 | 24.0 |
| 14.              | Charlotte Hornets       | 27 | 55 | .329 | 31.0 |
| 15.              | Detroit Pistons         | 17 | 65 | .207 | 41.0 |

| Nyugati főcsoport |                            |    |    |      |      |
| Hely.             | Csapat                     | Gy | V  | %    | GB   |
| 1.                | c – Denver Nuggets         | 53 | 29 | .646 | –    |
| 2.                | y – Memphis Grizzlies      | 51 | 31 | .622 | 2.0  |
| 3.                | y – Sacramento Kings       | 48 | 34 | .585 | 5.0  |
| 4.                | x – Phoenix Suns           | 45 | 37 | .549 | 8.0  |
| 5.                | x – Los Angeles Clippers   | 44 | 38 | .537 | 9.0  |
| 6.                | x – Golden State Warriors  | 44 | 38 | .537 | 9.0  |
|                   |                            |    |    |      |      |
| 7.                | x – Los Angeles Lakers     | 43 | 39 | .524 | 10.0 |
| 8.                | x – Minnesota Timberwolves | 42 | 40 | .512 | 11.0 |
| 9.                | New Orleans Pelicans       | 42 | 40 | .512 | 11.0 |
| 10.               | Oklahoma City Thunder      | 40 | 42 | .488 | 13.0 |
|                   |                            |    |    |      |      |
| 11.               | Dallas Mavericks           | 38 | 44 | .463 | 15.0 |
| 12.               | Utah Jazz                  | 37 | 45 | .451 | 16.0 |
| 13.               | Portland Trail Blazers     | 33 | 49 | .402 | 20.0 |
| 14.               | San Antonio Spurs          | 22 | 60 | .268 | 31.0 |
| 15.               | Houston Rockets            | 22 | 60 | .268 | 31.0 |

### Egymás ellen az alapszakaszban
| 2022. december 30. | Miami Heat                               | 119–124   | Denver Nuggets              | Ball Arena, Denver Nézőszám: 19 638 Játékvezetők: Sean Wright, Tre Maddox, Jason Goldenberg |
| 2022. december 30. | (19–23, 38–37, 33–25, 29–39) Jegyzőkönyv |           |                             | Ball Arena, Denver Nézőszám: 19 638 Játékvezetők: Sean Wright, Tre Maddox, Jason Goldenberg |
| 2022. december 30. | Tyler Herro 26                           | Pont      | Kentavious Caldwell-Pope 20 | Ball Arena, Denver Nézőszám: 19 638 Játékvezetők: Sean Wright, Tre Maddox, Jason Goldenberg |
| 2022. december 30. | Tyler Herro 10                           | Lepattanó | Nikola Jokić 12             | Ball Arena, Denver Nézőszám: 19 638 Játékvezetők: Sean Wright, Tre Maddox, Jason Goldenberg |
| 2022. december 30. | Jimmy Butler 8                           | Gólpassz  | Nikola Jokić 12             | Ball Arena, Denver Nézőszám: 19 638 Játékvezetők: Sean Wright, Tre Maddox, Jason Goldenberg |

| 2023. február 13. | Denver Nuggets                           | 112–108   | Miami Heat      | Miami-Dade Aréna, Miami Nézőszám: 18 755 Játékvezetők: Courtney Kirkland, Ray Acosta, Jenna Schroeder |
| 2023. február 13. | (27–36, 38–26, 24–21, 23–25) Jegyzőkönyv |           |                 | Miami-Dade Aréna, Miami Nézőszám: 18 755 Játékvezetők: Courtney Kirkland, Ray Acosta, Jenna Schroeder |
| 2023. február 13. | Nikola Jokić 27                          | Pont      | Jimmy Butler 24 | Miami-Dade Aréna, Miami Nézőszám: 18 755 Játékvezetők: Courtney Kirkland, Ray Acosta, Jenna Schroeder |
| 2023. február 13. | Nikola Jokić 12                          | Lepattanó | Jimmy Butler 10 | Miami-Dade Aréna, Miami Nézőszám: 18 755 Játékvezetők: Courtney Kirkland, Ray Acosta, Jenna Schroeder |
| 2023. február 13. | Nikola Jokić 8                           | Gólpassz  | Jimmy Butler 9  | Miami-Dade Aréna, Miami Nézőszám: 18 755 Játékvezetők: Courtney Kirkland, Ray Acosta, Jenna Schroeder |

## Mérkőzések

### Első mérkőzés
| 2023. június 1. 20:30       | Miami Heat                               | 93–104    | Denver Nuggets        | Ball Arena, Denver Nézőszám: 19 528 Játékvezetők: Marc Davis, David Guthrie, Ed Malloy |
| 2023. június 1. 20:30       | (20–29, 22–30, 21–25, 30–20) Jegyzőkönyv |           |                       | Ball Arena, Denver Nézőszám: 19 528 Játékvezetők: Marc Davis, David Guthrie, Ed Malloy |
| 2023. június 1. 20:30       | Bam Adebayo 26                           | Pont      | Nikola Jokić 27       | Ball Arena, Denver Nézőszám: 19 528 Játékvezetők: Marc Davis, David Guthrie, Ed Malloy |
| 2023. június 1. 20:30       | Bam Adebayo 13                           | Lepattanó | Michael Porter Jr. 13 | Ball Arena, Denver Nézőszám: 19 528 Játékvezetők: Marc Davis, David Guthrie, Ed Malloy |
| 2023. június 1. 20:30       | Jimmy Butler 7                           | Gólpassz  | Nikola Jokić 14       | Ball Arena, Denver Nézőszám: 19 528 Játékvezetők: Marc Davis, David Guthrie, Ed Malloy |
| A Denver Nuggets vezet, 1–0 |                                          |           |                       | Ball Arena, Denver Nézőszám: 19 528 Játékvezetők: Marc Davis, David Guthrie, Ed Malloy |

Nikola Jokić tripla-duplát szerzett a mérkőzésen, míg Jamal Murray 26 pontot szerzett, hogy hozzásegítse a Nuggetset a győzelemhez. A denveri csapat mindössze 34 másodpercig volt hátrányban az egész mérkőzésen, legnagyobb előnyük 24 pont volt. A Miami játékosai közül Bam Adebayo 26 pontot és 13 lepattanót szerzett. A csapat nem volt hatékony, mezőnydobásaik 41, hárompontosaik 33%-át sikerült csak értékesíteniük. A Nuggets így veretlen maradt hazai pályán a rájátszásban, míg a Heat először veszítette el egy sorozat első mérkőzését a 2023-as kiírásban.

### Második mérkőzés
| 2023. június 4. 20:00 | Miami Heat                               | 111–108   | Denver Nuggets  | Ball Arena, Denver Nézőszám: 19 537 Játékvezetők: Courtney Kirkland, Zach Zarba, John Goble |
| 2023. június 4. 20:00 | (26–23, 25–34, 24–26, 36–25) Jegyzőkönyv |           |                 | Ball Arena, Denver Nézőszám: 19 537 Játékvezetők: Courtney Kirkland, Zach Zarba, John Goble |
| 2023. június 4. 20:00 | Gabe Vincent 23                          | Pont      | Nikola Jokić 41 | Ball Arena, Denver Nézőszám: 19 537 Játékvezetők: Courtney Kirkland, Zach Zarba, John Goble |
| 2023. június 4. 20:00 | Kevin Love 10                            | Lepattanó | Nikola Jokić 11 | Ball Arena, Denver Nézőszám: 19 537 Játékvezetők: Courtney Kirkland, Zach Zarba, John Goble |
| 2023. június 4. 20:00 | Jimmy Butler 9                           | Gólpassz  | Jamal Murray 10 | Ball Arena, Denver Nézőszám: 19 537 Játékvezetők: Courtney Kirkland, Zach Zarba, John Goble |
| Döntetlen, 1–1        |                                          |           |                 | Ball Arena, Denver Nézőszám: 19 537 Játékvezetők: Courtney Kirkland, Zach Zarba, John Goble |

### Harmadik mérkőzés
| 2023. június 7. 20:30       | Denver Nuggets                           | 109–94    | Miami Heat      | Kaseya Center, Miami Nézőszám: 20 019 Játékvezetők: Tony Brothers, Josh Tiven, Kevin Scott |
| 2023. június 7. 20:30       | (24–24, 29–24, 29–20, 27–26) Jegyzőkönyv |           |                 | Kaseya Center, Miami Nézőszám: 20 019 Játékvezetők: Tony Brothers, Josh Tiven, Kevin Scott |
| 2023. június 7. 20:30       | Jamal Murray 34                          | Pont      | Jimmy Butler 28 | Kaseya Center, Miami Nézőszám: 20 019 Játékvezetők: Tony Brothers, Josh Tiven, Kevin Scott |
| 2023. június 7. 20:30       | Nikola Jokić 21                          | Lepattanó | Bam Adebayo 17  | Kaseya Center, Miami Nézőszám: 20 019 Játékvezetők: Tony Brothers, Josh Tiven, Kevin Scott |
| 2023. június 7. 20:30       | Nikola Jokić 10                          | Gólpassz  | Lowry, Strus 5  | Kaseya Center, Miami Nézőszám: 20 019 Játékvezetők: Tony Brothers, Josh Tiven, Kevin Scott |
| A Denver Nuggets vezet, 2–1 |                                          |           |                 | Kaseya Center, Miami Nézőszám: 20 019 Játékvezetők: Tony Brothers, Josh Tiven, Kevin Scott |

### Negyedik mérkőzés
| 2023. június 9. 20:30       | Denver Nuggets                           | 108–95    | Miami Heat      | Kaseya Center, Miami Nézőszám: 20 184 Játékvezetők: Scott Foster, Bill Kennedy, James Williams |
| 2023. június 9. 20:30       | (20–21, 35–30, 31–22, 22–22) Jegyzőkönyv |           |                 | Kaseya Center, Miami Nézőszám: 20 184 Játékvezetők: Scott Foster, Bill Kennedy, James Williams |
| 2023. június 9. 20:30       | Aaron Gordon 27                          | Pont      | Jimmy Butler 25 | Kaseya Center, Miami Nézőszám: 20 184 Játékvezetők: Scott Foster, Bill Kennedy, James Williams |
| 2023. június 9. 20:30       | Nikola Jokić 12                          | Lepattanó | Bam Adebayo 11  | Kaseya Center, Miami Nézőszám: 20 184 Játékvezetők: Scott Foster, Bill Kennedy, James Williams |
| 2023. június 9. 20:30       | Jamal Murray 12                          | Gólpassz  | Butler, Lowry 7 | Kaseya Center, Miami Nézőszám: 20 184 Játékvezetők: Scott Foster, Bill Kennedy, James Williams |
| A Denver Nuggets vezet, 3–1 |                                          |           |                 | Kaseya Center, Miami Nézőszám: 20 184 Játékvezetők: Scott Foster, Bill Kennedy, James Williams |

### Ötödik mérkőzés
| 2023. június 12. 20:30      | Miami Heat                               | 89–94     | Denver Nuggets  | Ball Arena, Denver Nézőszám: 19 537 Játékvezetők: Marc Davis, Ed Malloy, David Guthrie, Josh Tiven |
| 2023. június 12. 20:30      | (24–22, 27–22, 20–26, 18–24) Jegyzőkönyv |           |                 | Ball Arena, Denver Nézőszám: 19 537 Játékvezetők: Marc Davis, Ed Malloy, David Guthrie, Josh Tiven |
| 2023. június 12. 20:30      | Jimmy Butler 21                          | Pont      | Nikola Jokić 28 | Ball Arena, Denver Nézőszám: 19 537 Játékvezetők: Marc Davis, Ed Malloy, David Guthrie, Josh Tiven |
| 2023. június 12. 20:30      | Bam Adebayo 12                           | Lepattanó | Nikola Jokić 16 | Ball Arena, Denver Nézőszám: 19 537 Játékvezetők: Marc Davis, Ed Malloy, David Guthrie, Josh Tiven |
| 2023. június 12. 20:30      | Jimmy Butler 5                           | Gólpassz  | Jamal Murray 8  | Ball Arena, Denver Nézőszám: 19 537 Játékvezetők: Marc Davis, Ed Malloy, David Guthrie, Josh Tiven |
| Denver Nuggets győzelem 4–1 |                                          |           |                 | Ball Arena, Denver Nézőszám: 19 537 Játékvezetők: Marc Davis, Ed Malloy, David Guthrie, Josh Tiven |